# Convenção Nacional das Assembleias de Deus no Brasil
A Convenção Nacional das Assembleias de Deus Ministério de Madureira (CONAMAD) é a segunda maior convenção nacional das Assembleias de Deus no Brasil com sede em Brasília.

## História
A Assembleia de Deus em Madureira foi fundada no dia 15 de novembro de 1929, por Paulo Leivas Macalão, que iniciou diversas igrejas na cidade e no estado. Depois de algum tempo, a igreja de Madureira tornou-se a sede do ministério de Macalão. Em 2 de maio de 1958, Paulo Leivas Macalão é eleito pastor geral do Ministério da Assembleia de Deus de Madureira e igrejas filiadas, quando então é fundada a Convenção Nacional dos Ministros das Assembleias de Deus em Madureira e Igrejas Filiadas, para garantir a unidade do trabalho. Macalão a presidiu até a sua morte, em 26 de agosto de 1982; o Ministério então tinha 200 pastores, 500 evangelistas, 600 igrejas, mil congregações, 3 mil pontos de pregação e 500 mil membros e congregados.
Após Macalão, a igreja-mãe de Madureira foi pastoreada por Orosman Dagoberto (1982-1988), Luiz Francisco Fontes (1988-1990), Manoel Ferreira e desde 2006 por Abner Ferreira. A CONAMAD foi presidida pelo Pastor Lupércio Vergniano, e desde 1 de maio de 1987 pelo pastor Manoel Ferreira, depois bispo primaz.

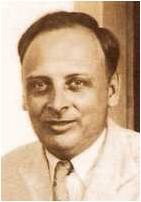
Pastor Paulo Leivas Macalão

As normas administrativas da Convenção Geral das Assembleias de Deus no Brasil entraram em conflito com o Ministério de Madureira: os membros eram proibidos de filiar-se a mais de uma Convenção Nacional ou de caráter geral, que tivesse a mesma abrangência e prerrogativas da CGADB; também proibiam abrir trabalhos em outra jurisdição eclesiástica. Na Assembleia Geral Extraordinária em Salvador, em setembro de 1989, onde esses pastores foram suspensos até que aceitassem as decisões aprovadas. Por não concordarem com as exigências que lhes eram feitas foram excluídos pela Diretoria da CGADB. Desta forma a CONAMAD tornou-se completamente independente da CGADB.
Em 1999 a sede da CONAMAD foi transferida para Brasília, e contava em 2006 com 31.627 ministros filiados. A Catedral Baleia, na Asa Sul, é a igreja sede da Convenção.

## Estrutura[6]
A Convenção Nacional é dirigida por uma Mesa Diretora, eleita a cada quatro anos, sendo que seu presidente tem mandato vitalício. Seu governo é episcopal, exercido pelo Bispo Primaz vitalício. A igreja possui um colégio de bispos, composto pelo presidente executivo, Samuel Ferreira (Assembleia de Deus do Brás), mais Abner Ferreira (Assembleia de Deus em Madureira), Oídes José do Carmo (Assembleia de Deus Campo de Campinas), Amarildo Martins da Silva e Abinair Vargas Vieira (Assembleia de Deus Ministério Fama), além do próprio Bispo Primaz Manoel Ferreira.
O Ministério de Madureira ordena mulheres para todas as funções ministeriais. Cassiane, em 2005, foi consagrada pastora, oficialmente a primeira das Assembleias de Deus. A esposa de Manoel Ferreira, Irene da Silva Ferreira, foi consagrada bispa pela CONAMAD em 2009.
Mantém a Confederação de Irmãs Beneficentes Evangélicas Nacional (CIBEN), fundada em 1968, voltada à programas e projetos de assistência e ação social; e a Editora Betel, com sede no Rio de Janeiro. Também iniciou o ISCON, Instituto Superior da CONAMAD.
| Hierarquia da Convenção Nacional das Assembleias de Deus no Brasil |
| ------------------------------------------------------------------ |
| Bispo Primaz: Manoel Ferreira                                      |
| Colégio de bispos: Samuel Ferreira Abner Ferreira Oídes do Carmo   |
| Pastor Presidente de Convenção Estadual                            |
| Pastor Presidente de Campo                                         |
| Pastor                                                             |
| Evangelista / Missionário                                          |
| Presbítero                                                         |
| Diácono                                                            |
| Auxiliar                                                           |
| Cooperador                                                         |
| Membro                                                             |

## Ligações Externas
- «Convenção Nacional das Assembleias de Deus»
- Editora Betel